# Fernando Copa
Fernando David Copa Severiche (* 14. September 1996) ist ein bolivianischer Sprinter, der sich auf den 400-Meter-Lauf spezialisiert hat.

## Sportliche Laufbahn
Erste Erfahrungen bei internationalen Meisterschaften sammelte Fernando Copa im Jahr 2015, als er bei den Juniorensüdamerikameisterschaften in Cuenca in 49,41 s den sechsten Platz im 400-Meter-Lauf. Anschließend schied er bei den Südamerikameisterschaften in Lima mit 49,21 s in der ersten Runde aus, wie auch bei den Panamerikanischen-Juniorenmeisterschaften in Edmonton mit 48,89 s. Im Jahr darauf erreichte er bei den U23-Südamerikameisterschaften in Lima in 49,39 s Rang fünf und 2017 schied er bei den Juegos Bolivarianos in Santa Marta mit 50,11 s im Vorlauf aus und belegte mit der bolivianischen 4-mal-100-Meter-Staffel in 41,63 s den vierten Platz. 2018 nahm er an den Südamerikaspielen in Cochabamba teil und klassierte sich dort mit neuem Landesrekord von 47,12 s den sechsten Platz und wurde mit der 4-mal-400-Meter-Staffel in 3:17,49 min Vierter. 2020 siegte er bei den erstmals ausgetragenen Hallensüdamerikameisterschaften in Cochabamba in 3:25,61 min mit der Staffel und belegte im Einzelbewerb mit neuem Landesrekord von 48,06 s Rang vier.
2020 wurde Copa bolivianischer Hallenmeister im 400-Meter-Lauf.

## Persönliche Bestzeiten
- 400 Meter: 47,12 s, 6. Juni 2018 in Cochabamba (bolivianischer Rekord)
  - 400 Meter (Halle): 48,06 s, 1. Februar 2020 in Cochabamba (bolivianischer Rekord)